# Leslie Caron

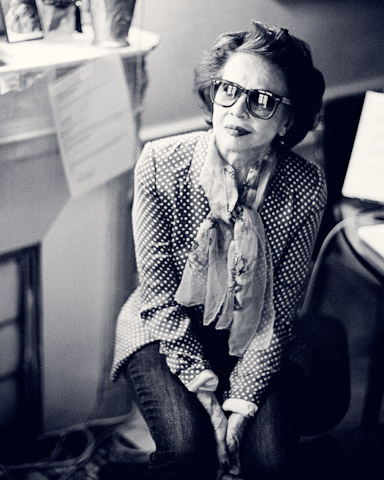
Leslie Caron (2012)

Leslie Claire Margaret Caron (Boulogne-Billancourt, Seine, (tegenwoordig Hauts-de-Seine), Frankrijk, 1 juli 1931) is een Frans actrice, die vaak in Amerikaanse producties verschijnt.
Caron werd wereldberoemd door haar rol als Lili Daurier in Lili en door haar rol in de musical Gigi. Ook was ze naast George Peppard te zien in de beatnikfilm The Subterraneans. Ze werd tweemaal genomineerd voor een Oscar voor beste actrice. Verder speelde ze in vele Franse producties. In 2006 kreeg ze een Emmy Award voor een gastrol in de televisieserie Law & Order: Special Victims Unit.
Op 8 december 2009 kreeg Caron een ster op de beroemde Hollywood Walk of Fame.

## Persoonlijk
Leslie Caron groeide op in Parijs en begon kort na de Tweede Wereldoorlog een balletcarrière, en trad o.a. op in het Théâtre des Champs-Elysées, waar zij "ontdekt" werd. Leslie Caron was driemaal getrouwd. Haar tweede echtgenoot was van 1956 tot 1965 Peter Hall, met wie ze twee kinderen kreeg: de producer Christopher John Hall (1957) en de actrice Jennifer Caron Hall (1958).
Van 1993 tot 2009 dreef ze haar eigen restaurant in Villeneuve-sur-Yonne.

## Filmografie (selectie)
- An American in Paris (1951) - Lise Bouvier
- The Man with a Cloak (1951) - Madeline Minot
- Glory Alley (1952) - Angela Evans
- The Story of Three Loves (1953) - Mademoiselle (Segment 'Mademoiselle')
- Lili (1953) - Lili Daurier
- The Glass Slipper (1955) - Ella
- Daddy Long Legs (1955) - Julie Andre
- Gaby (1956) - Gaby
- Gigi (1958) - Gilberte aka 'Gigi'
- The Doctor's Dilemma (1958) - Mrs. Dubedat
- ITV Play of the Week Televisieserie - Thérèse Tarde (Afl. The Wild Bird, 1959)
- The Man Who Understood Women (1959) - Ann Garantier
- Austerlitz (1960) - Mademoiselle de Vaudey
- The Subterraneans (1960) - Mardou Fox
- Fanny (1961) - Fanny
- Guns of Darkness (1962) - Claire Jordan
- The L-Shaped Room (1962) - Jane Fosset
- Father Goose (1964) - Catherine Freneau
- A Very Special Favor (1965) - Lauren Boullard
- Promise Her Anything (1965) - Michelle O'Brien
- Paris brûle-t-il? (1966) - Françoise Labe
- L'Homme qui aimait les femmes (1977) - Véra
- Valentino (1977) - Alla Nazimova
- Goldengirl (1979) - Dr. Sammy Lee
- Kontrakt (1980) - Penelope
- Tales of the Unexpected Televisieserie - Nathalie Vareille (Afl. Run, Rabbit, Run, 1982)
- Master of the Game (Mini-serie, 1984) - Solange Dunas
- Falcon Crest Televisieserie - Nicole Sauguet (Afl. Opening Moves, 1987|Obsession, Possession, 1987|Redemption, 1987)
- Damage (1992) - Elizabeth Prideaux
- Funny Bones (1995) - Katie Parker
- The Reef (1999) - Regine De Chantelle
- Chocolat (2000) - Madame Audel
- Murder on the Orient Express (Televisiefilm, 2001) - Sra. Alvarado
- Law & Order: Special Victims Unit Televisieserie - Lorraine Delmas (Afl. Recall, 2006)
- The Durrels (2016) BBC Televisieserie - Countess Mavrodaki

- Bibsys: 90897423
- Biblioteca Nacional de España: XX1058078
- Bibliothèque nationale de France: cb11895253w (data)
- Catàleg d'autoritats de noms i títols de Catalunya: 981058507757406706
- CiNii: DA13176553
- Gemeinsame Normdatei: 132926008
- International Standard Name Identifier: 0000 0001 1439 1151
- Library of Congress Control Number: n81139205
- MusicBrainz: 87d1cab5-70f4-412b-814b-033a55b3d8d9
- Nationale Bibliotheek van Tsjechië: pna2009505203
- Nationale Bibliotheek van Israël: 987007328019905171
- Nederlandse Thesaurus van Auteursnamen: 06969303X
- Réseau des bibliothèques de Suisse occidentale: 02-A003078423
- SNAC: w6pr8460
- Système universitaire de documentation: 026768038
- Trove: 1276755
- Virtual International Authority File: 19675478
- WorldCat: E39PBJbRmf7KbFJyvQxVh4qxXd